# 帕沃尔·霍赫朔尔纳

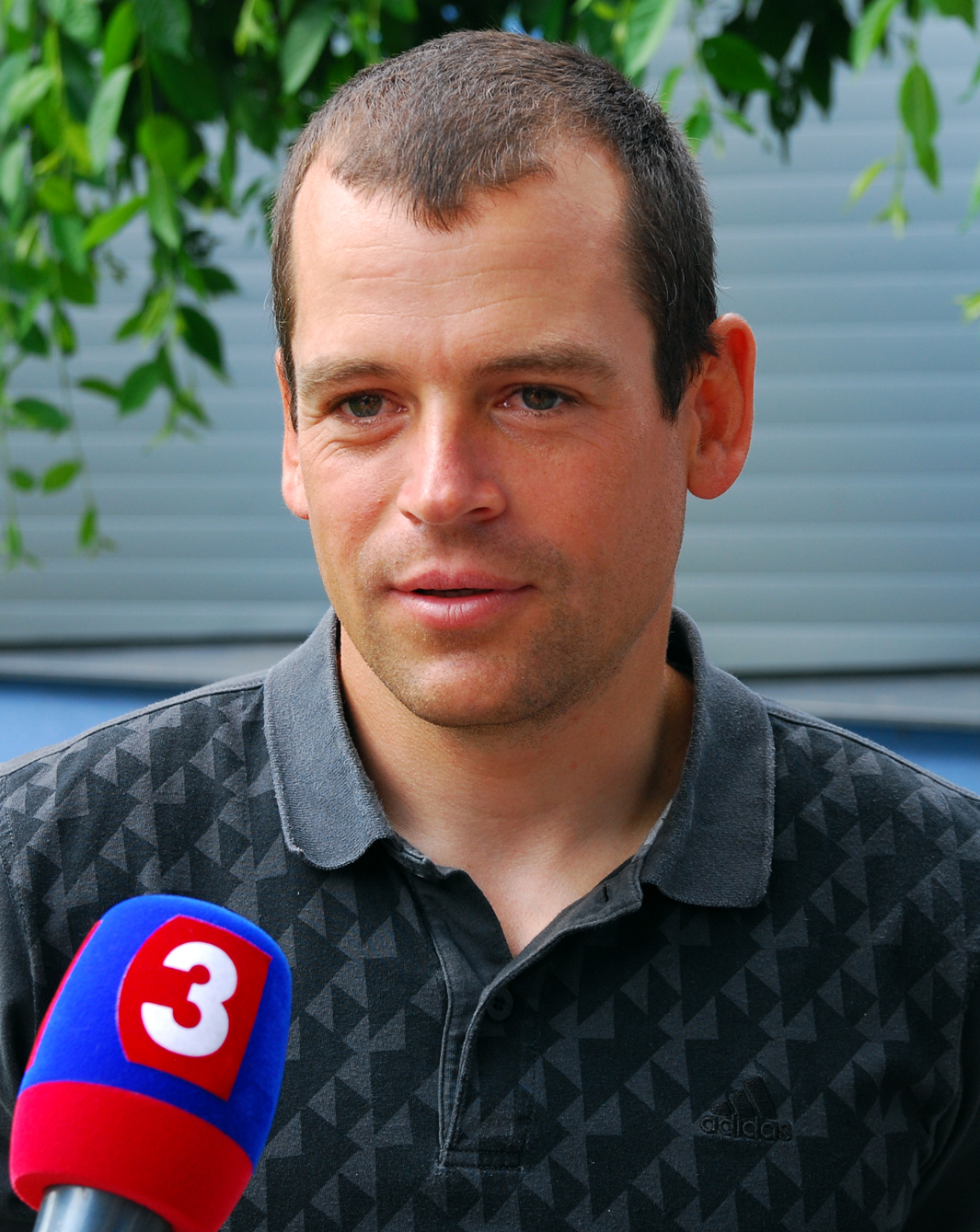
帕沃尔·霍赫朔尔纳

帕沃尔·霍亚朔尔纳（1979年9月7日—），布拉迪斯拉发人，斯洛伐克皮划艇运动员。他曾代表斯洛伐克参加2000年、2004年、2008年和2012年夏季奥林匹克运动会皮划艇比赛，获得三枚金牌和一枚铜牌。

## 家庭
双胞胎兄弟彼得·霍赫朔尔纳也是皮划艇运动员，两人经常搭档参加比赛。